# 激愛 (長渕剛の曲)
「激愛」（げきあい）は、日本のシンガーソングライターである長渕剛の21枚目のシングル曲。
1989年2月8日に東芝EMIのエキスプレスレーベルからリリースされた。作詞・作曲は長渕、編曲は瀬尾一三が担当している。
激し過ぎる禁断の愛を描いたラブソングであり、シンセサイザーとエレクトリック・ギターの音色のみで演奏されたバラードとなっている。長渕の初主演映画『オルゴール』（1989年）の主題歌として使用され、オリコンチャートでは最高位1位となっている。同映画は配給収入が14億円と関係者の予想を上回る記録となった。
オリジナル・アルバム『昭和』（1989年）からの先行シングル。それ以降では、ベスト・アルバム『いつかの少年』（1994年）、『SINGLES Vol.3 (1988〜1996)』（1997年）、『YAMATO（2005年）に収録されている。

## 音楽性
歌詞の内容は、苦しみや悲しみを伴う死を覚悟するほどの激しい愛情を綴ったものとなっている。アコースティック・ギターは使用されておらず、シンセサイザー、エレクトリックギターの音で構成されている。
音楽情報サイト『CDジャーナル』では、「激しすぎる禁断の愛はどこか重苦しくもあるが、止められない。そんなムードたっぷりのヘヴィなラヴ・ソング」と表記されている。

## リリース
1989年2月8日に東芝EMI／エキスプレスよりリリースされた。
アルバム『昭和』の先行シングル第3作目となっている。
B面曲の「あんたとあたいは数え唄（'88東京ドームライブバージョン）」は、「LIVE'88 NEVER CHANGE」ツアーの中から、1988年6月19日の初の東京ドーム公演から収録されている。

## チャート成績
オリコンチャートでは、前作「とんぼ」に続き最高位1位を獲得、登場回数は19回、売り上げ枚数は44.2万枚となった。

## ライブ・パフォーマンス
本曲でのテレビ出演は、1989年3月8日にフジテレビ系音楽番組『夜のヒットスタジオDELUXE』（1985年 - 1989年）に出演し、「とんぼ」と本曲を演奏している。
2006年10月17日にはテレビ朝日系バラエティ番組『くりぃむナントカ』（2004年 - 2008年）において番組企画である「第2回長渕ファン王決定戦」のサプライズゲストとして出演。アコースティック・ギター1本での演奏で本曲の他に「愛してるのに」、「お家へ帰ろう'04」、「KAGOSHIMA 中央 STATION」、「ろくなもんじゃねえ」、「COME BACK TO MY HEART」、「東京青春朝焼物語」、「MYSELF」、「夕焼けの歌」、「STAY DREAM」を演奏。
また2000年代以降のライブでは、『くりぃむナントカ』で演奏された形と同様のアコースティック・ギターを打楽器のように叩く演奏をしている。

## メディアでの使用
長渕初主演の映画『オルゴール』（1989年）の主題歌として使用された。同作はTBS系テレビドラマ『とんぼ』（1988年）の世界観を引き継いだ作品であり、1989年3月11日に全国にて公開され、配給収入が約14億円と関係者の予想を上回る結果を出した。

## シングル収録曲
| 全作詞・作曲: 長渕剛。 |                                                             |           |            |                  |      |
| #                      | タイトル                                                    | 作詞      | 作曲・編曲 | 編曲             | 時間 |
| 1.                     | 「激愛」                                                    | 長渕剛    | 長渕剛     | 瀬尾一三         | 6:24 |
| 2.                     | 「あんたとあたいは数え唄（'88東京ドームライブバージョン）」 | 長渕剛    | 長渕剛     | 瀬尾一三、長渕剛 | 7:51 |
| 合計時間:              | 合計時間:                                                   | 合計時間: | 14:15      |                  |      |

## スタッフ・クレジット

### 参加ミュージシャン
- 島村英二 - ドラムス
- 岡沢章 - ベース
- 矢島賢 - エレクトリックギター
- 中西康晴 - キーボード

### スタッフ
- 山里剛（ヤマハ音楽振興会） - ディレクター
- 下河辺晴三（東芝EMI） - ディレクター
- 石塚良一 (Z's) - レコーディング・エンジニア、リミックス・エンジニア
- 石田徳夫（ヤマハ音楽振興会） - A&R
- 渋谷高行（ユイ音楽工房） - A&R
- ひらたしょういち（東芝EMI） - A&R
- 瀧口幸男（東芝EMI） - A&R
- 川上源一（ヤマハ音楽振興会） - エグゼクティブ・プロデューサー
- 後藤由多加（ユイ音楽工房） - エグゼクティブ・プロデューサー

## 楽曲の収録作品
スタジオ音源
- 『昭和』（1989年）
- 『いつかの少年』（1994年）
- 『SINGLES Vol.3 (1988〜1996)』（1997年）
- 『YAMATO（2005年）

ライブ音源
- 『長渕剛LIVE'89』（1990年） - 1989年7月13日、7月14日の横浜アリーナ公演から収録。
- 『LIVE COMPLETE '95〜96』（1996年） - 1995年12月26日の東京ドーム公演から収録。
- 『長渕剛 ALL NIGHT LIVE IN 桜島 04.8.21』 - 2004年8月21日の桜島特設会場公演から収録。

ライブ映像
- 『LIVE "いつかの少年"』（1996年）
- 『SAKURAJIMA』（2004年）
- 『30th Anniversary BOX from TSUYOSHI NAGABUCHI PREMIUM』（2010年）